# 宮城県宮城第一高等学校
宮城県宮城第一高等学校（みやぎけん みやぎだいいちこうとうがっこう）は、宮城県仙台市青葉区八幡一丁目にある県立高等学校である。通称は「宮一」（みやいち）あるいは「宮城一高」（みやぎいちこう）、または女子校時代の校名を取った「一女」（いちじょ）。
英語名称はMiyagi First Senior High School としている。
旧制の高等女学校以来の伝統を持ち、いわゆるナンバースクールの一員である。校風は、積極的な姿勢で自らを成長させる「自主自律」。

## 概要
1895年（明治28年）設立の「私立仙台女子高等学校」を前身として、1897年（同30年）に仙台市によって市立学校「仙台市高等女学校」として開校された。なお、1900年（明治33年）4月1日より県立に移管されている。
1948年4月、学制改革により新制高等学校となり、「宮城県第一女子高等学校」へと改称された。（6学級・定員900名）
1973年（昭和48年）10月からは、生徒の服装が自由化された。全国的にも見ても珍しい公立の私服女子高校であった。
全国高等学校クイズ選手権の2番目、当時女子高として初の優勝校でもある。
1997年（平成9年）からは理数科が設置されており、2002年度（平成14年度）から4年間はスーパーサイエンスハイスクール（SSH）の指定校となっていた。なお、理数科は2022年4月より国際探究科・理数探究科に学科改編されている。
設立以来、平成に至るまで女子校であったが、2008年度（平成20年度）から男女共学となり、旧称の「宮城県第一女子高等学校」から「宮城県宮城第一高等学校」へと改称された。また、同時に進学重視型単位制へ移行している。
県内唯一、全面人工芝のグラウンドを所有する公立高等学校である。全国的にも珍しい。
2023年11月に新校舎が完成した。
女子クラス（通称:女クラ）と呼ばれる女子のみで構成されるクラスがある。
男女混合のクラスは共クラと呼ばれ、毎年度クラス替えのたびに変わる。

## 設置学科
- 全日制
  - 普通科
  - 国際探究科・理数探究科

いわゆる二学区制（北学区・南学区）の時期、一女の理数科は宮城県内の高等学校の中では入学難易度が高く、居住地に関係なく、仙台圏はもとより宮城県全域から受験でき、定員が少ないため、毎年の入試では高倍率となっていた。

## 共学化について
- 本校の男女共学化は2008年（平成20年）春に実施された。同時に単位制に変更され、「宮城県宮城第一高等学校」に改称された。共学化後の新校名については、「福島女子 → 橘」や「安積女子 → 安積黎明」など隣りの福島県の女子高での変更例を良しとせず、最小限の変更に留めた。
- 校章・校歌は、一女のものが引き続き使用されている。
- 一女の体育ジャージは緑色であった。共学化とともに、2008年度（平成20年度）入学生からスタイルが変更され、ズボンの裾が絞られていないものとなったが、色は引き続き緑色である。

## 沿革
- 1897年4月 - 仙台市高等女学校として開校（12日）（所在地：仙台市南町通東二番丁42）
- 1899年
  - 9月 - 校舎新築移転（所在地：仙台市元寺小路143）
  - 11月 - 校歌制定。
- 1900年4月 - 県移管、宮城県高等女学校と改称
- 1901年4月 - 宮城県立高等女学校と改称
- 1906年4月 - 校章制定
- 1918年4月 - 宮城県立第一高等女学校と改称
- 1919年11月 - 宮城県第一高等女学校と改称
- 1940年4月 - 黒川郡富谷村に学校林を設く
- 1945年7月 - 空襲により校舎全焼、二高女・連坊小・盲唖学校の三ヶ所に分散授業
- 1947年10月 - 校舎新築移転（所在地：仙台市北六番丁210）
- 1948年4月 - 学制改革により新制高等学校となり宮城県第一女子高等学校と改称
- 1953年7月 - 現在地に校舎移転（所在地：仙台市八幡）
- 1954年10月 - 講堂兼体育館落成
- 1955年4月 - 専攻科設置
- 1956年5月 - 応援歌制定
- 1957年7月 - プール竣工
- 1965年4月 - 専攻科廃止
- 1969年 - 全校新校舎に移転
- 1973年10月 - 服装の自由化
- 1997年 - 創立100周年
  - 4月 - 理数科設置
  - 8月 - 多目的ホール「秋桜館」竣工
- 1998年3月 - 特別教室棟、新部室竣工
- 2002年5月 - 文部科学省「スーパーサイエンスハイスクール（SSH）」の教育開発校に指定（現在は終了）
- 2008年4月 - 共学化とともに単位制に移行し、宮城県宮城第一高等学校と改称
- 2015年3月 - 文部科学省「英語教育強化地域拠点事業」の研究開発校に指定
- 2016年12月 - 英国シティ・オブ・ロンドン・フリーメンズスクールと姉妹校締結
- 2020年11月 - 第２グラウンド（全面人工芝）竣工
- 2022年4月 - 理数科を国際探究科・理数探究科へ学科改編
- 2023年11月 - 新校舎完成

## 部活
| 運動部 - 陸上競技部 - ソフトテニス部 - 女子テニス部 - 男子テニス部 - 新体操部 - バスケットボール部 - バドミントン部 - 弓道部 - 剣道部 - 山岳部 - バレーボール部 - 女子サッカー部 - 男子サッカー部 - 水泳部 - ソフトボール部 - ハンドボール部 - 卓球部 | 文化部 - 文学部 - 語学部 - 演劇部 - 数学部 - 理化部 - 生物部 - 地学部 - 合唱部 - 美術部 - 写真部 - ジャズダンス部 - ギター部 - 管弦楽部 - 箏曲部 - 書道部 - 漫画文化研究部 - 軽音楽部 - 放送部 - 華道部 - 茶道部 - 囲碁部 - 競技かるた部 - クイズ研究部 - バトントワリング部 |

他多数の同好会、愛好会あり

## 行事
- 4月 - 春季体育大会（陸上競技）
- 5月 - 三女子校定期戦（2008年より共学化を理由に廃止。旧一女、二女、三女の3校が部活ごとに行っていた。）
- 7月 - 歌合戦、1・2学年夏期研修旅行（東日本大震災の影響により廃止。）
- 9月 - 秋桜祭（文化祭）
- 10月 - 秋季体育大会（球技）
- 12月 - 2学年研修旅行（夏期研修旅行の廃止に伴い2012年より実施。）

歌合戦について
歌合戦は、毎年7月に開催される、宮一最大の伝統行事である。各クラスが独自のテーマに基づいて音楽を選定し、作詞や振り付け、背景画などの舞台装飾、小道具、衣装の制作までをすべて生徒が主体となって一から行う。運営も実行委員会を中心に演劇部や放送部などが担い、全校を挙げて取り組まれる。本番では、クラスごとに絢爛な衣装や創意工夫に富んだ演出が披露され、迫力ある歌やダンス、美術で競い合う。トラブル防止や、安全のために「減点」制度がある。

## 著名な出身者

### 宮城県高等女学校
- 原阿佐緒 - 歌人

### 宮城県第一高等女学校
- 山本恭子 - 映画評論家

### 宮城県第一女子高等学校
- 松岡佑子 - ハリー・ポッターシリーズ訳者
- 渡邉惠理子 - 最高裁判所判事
- 黒田玲子 - 東京大学名誉教授、生物物理学者
- 野口晴子 - 経済学者
- 田中幹子 - 生物学者
- 若林ひとみ - ドイツ語翻訳家
- 阿部寿美代 - ノンフィクション作家
- 光丘真理 - 児童文学作家
- 松木彩 - テレビドラマのディレクター
- 菅英三子 - ソプラノ歌手
- 滝島雅子 - NHKアナウンサー
- 佐藤（旧姓・岡田）明子 － フリーアナウンサー、元仙台放送アナウンサー
- 我妻絵美 - フリーアナウンサー、元中京テレビ放送アナウンサー
- 丹野麻衣子 - フリーアナウンサー、元福島放送・北海道文化放送アナウンサー
- 八重樫葵 - 元秋田放送・福島テレビアナウンサー
- 内海安希子 - 声優
- 佐野未央子 - 漫画家
- 瀬田ハルヒ - 漫画家
- 秋元薫 - 作詞家、歌手
- 青柳嘉代 - フリーアナウンサー、元東日本放送アナウンサー
- トゥインクル - フォークデュオ
- 竹本恵 - 東京六大学野球初の日本人女性選手、新潟高校へ転校

### 宮城県宮城第一高等学校
- 森遥香 - フリーアナウンサー、元東日本放送アナウンサー
- 駒木結衣 - ウェザーニュース気象キャスター
- 増子華子 - 東北放送アナウンサー
- 櫻井美希 - 作曲家

## アクセス
- 仙台駅西口バスプール10番または15番のりばで、東北大学病院経由の仙台市営バスに乗車、宮城一高前または八幡一丁目バス停で下車[4]。
- 仙台市地下鉄東西線・国際センター駅より徒歩約15分（自転車約6分）[4]。
- 仙台市地下鉄南北線・北四番丁駅より徒歩約25分（自転車約10分）[4]。